# Olympische Sommerspiele 1928/Leichtathletik – 400 m (Männer)
Der 400-Meter-Lauf der Männer bei den Olympischen Spielen 1928 in Amsterdam wurde am 2. und 3. August 1928 im Olympiastadion Amsterdam ausgetragen. Fünfzig Athleten nahmen teil.
Olympiasieger wurde der US-Amerikaner Ray Barbuti vor dem Kanadier James Ball. Bronze ging an den Deutschen Joachim Büchner.

## Bestehende Rekorde
| Weltrekord         | 47,0 s | Emerson Spencer ( USA)         | Palo Alto, USA       | 12. Mai 1928  |
| Olympischer Rekord | 47,6 s | Eric Liddell ( Großbritannien) | OS Paris, Frankreich | 11. Juli 1924 |

Der bestehende olympische Rekord wurde bei diesen Spielen nicht erreicht. Der US-amerikanische Olympiasieger Ray Barbuti verfehlte diesen Rekord im Finale allerdings nur um zwei Zehntelsekunden.

## Durchführung des Wettbewerbs
Am 2. August traten die Läufer zu fünfzehn Vorläufen an. Die jeweils zwei besten Läufer – hellblau unterlegt – qualifizierten sich für das Viertelfinale am selben Tag. Auch aus den sechs Viertelfinals kamen die jeweils zwei besten Athleten – wiederum hellblau unterlegt – in die nächste Runde, das Halbfinale. Die beiden Vorentscheidungen und das Finale wurden am 3. August durchgeführt. In den Halbfinals qualifizierten sich die jeweils ersten Drei – hellblau unterlegt – für das Finale.
Die Einteilung der Vorläufe war wenig ausgewogen. Sieben Rennen wurden mit vier oder fünf Teilnehmern durchgeführt, in drei Läufen starteten jeweils drei Wettbewerber. Darüber hinaus gab es fünf Läufe, in denen nur zwei Athleten gegeneinander antraten, die dann beide nur locker ins Ziel laufen mussten, um sich für die nächste Runde zu qualifizieren.

## Vorläufe
Datum: 2. August 1928
Es sind nicht alle Zeiten überliefert.

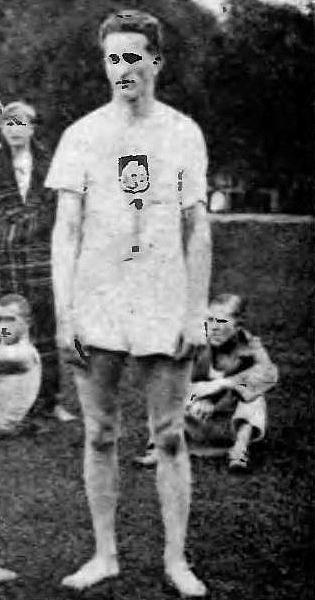
Zygmunt Weiss – ausgeschieden als Dritter im ersten Vorlauf

### Vorlauf 1
| Platz | Name                | Nation      | Zeit   | Anmerkung |
| ----- | ------------------- | ----------- | ------ | --------- |
| 1     | Hermon Phillips     | USA         | 49,4 s |           |
| 2     | Georges Dupont      | Frankreich  | k. A.  |           |
| 3     | Zygmunt Weiss       | Polen       | 50,8 s |           |
| 4     | Rinus van den Berge | Niederlande | k. A.  |           |
| 5     | Víctor Villaseñor   | Mexiko      | k. A.  |           |

### Vorlauf 2
| Platz | Name             | Nation  | Zeit     | Anmerkung |
| ----- | ---------------- | ------- | -------- | --------- |
| 1     | Euil Snider      | USA     | 50,4 s   |           |
| 2     | François Prinsen | Belgien | \| k. A. |           |

### Vorlauf 3

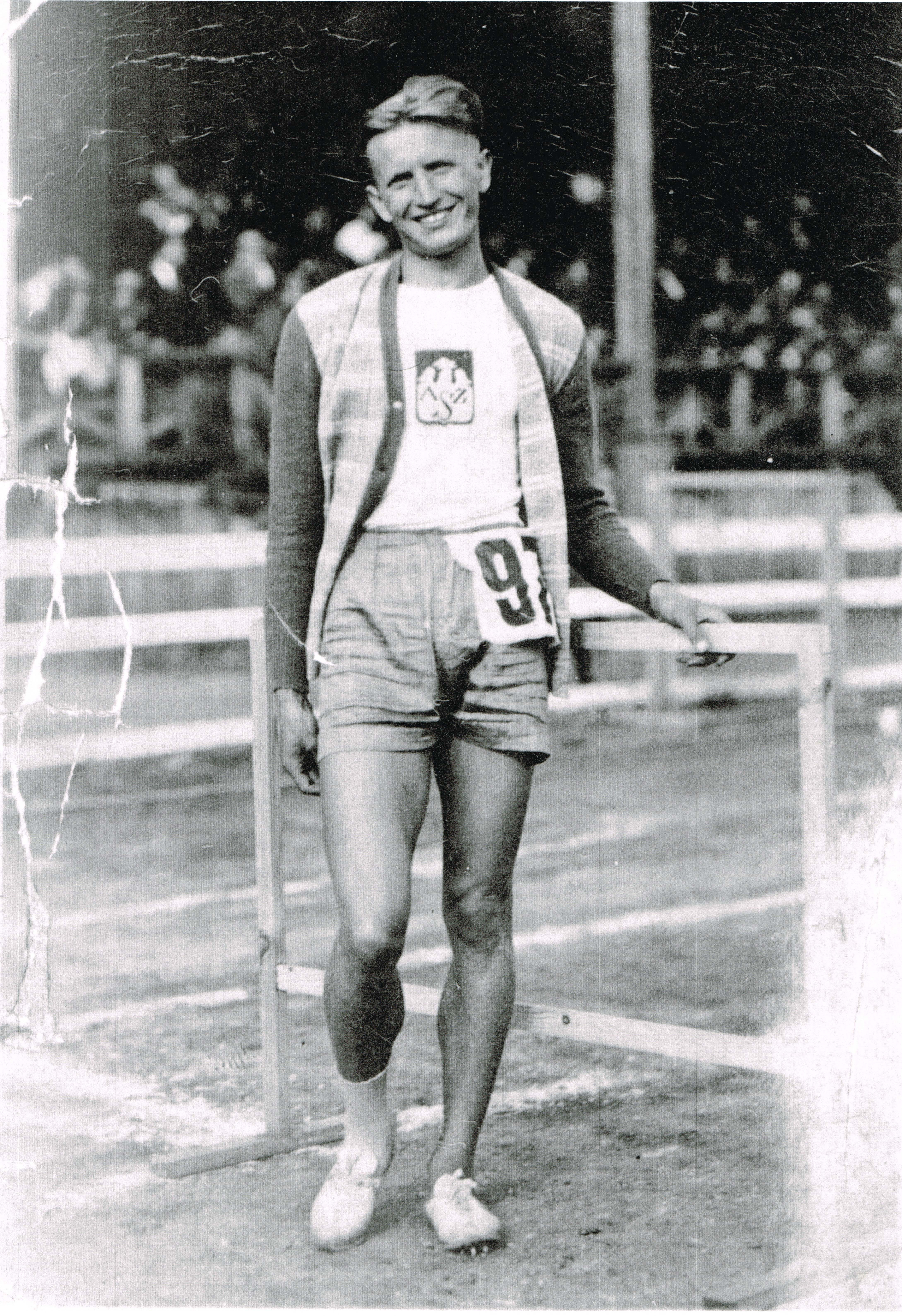
Stefan Kostrzewski schied im dritten Vorlauf als Vierter aus
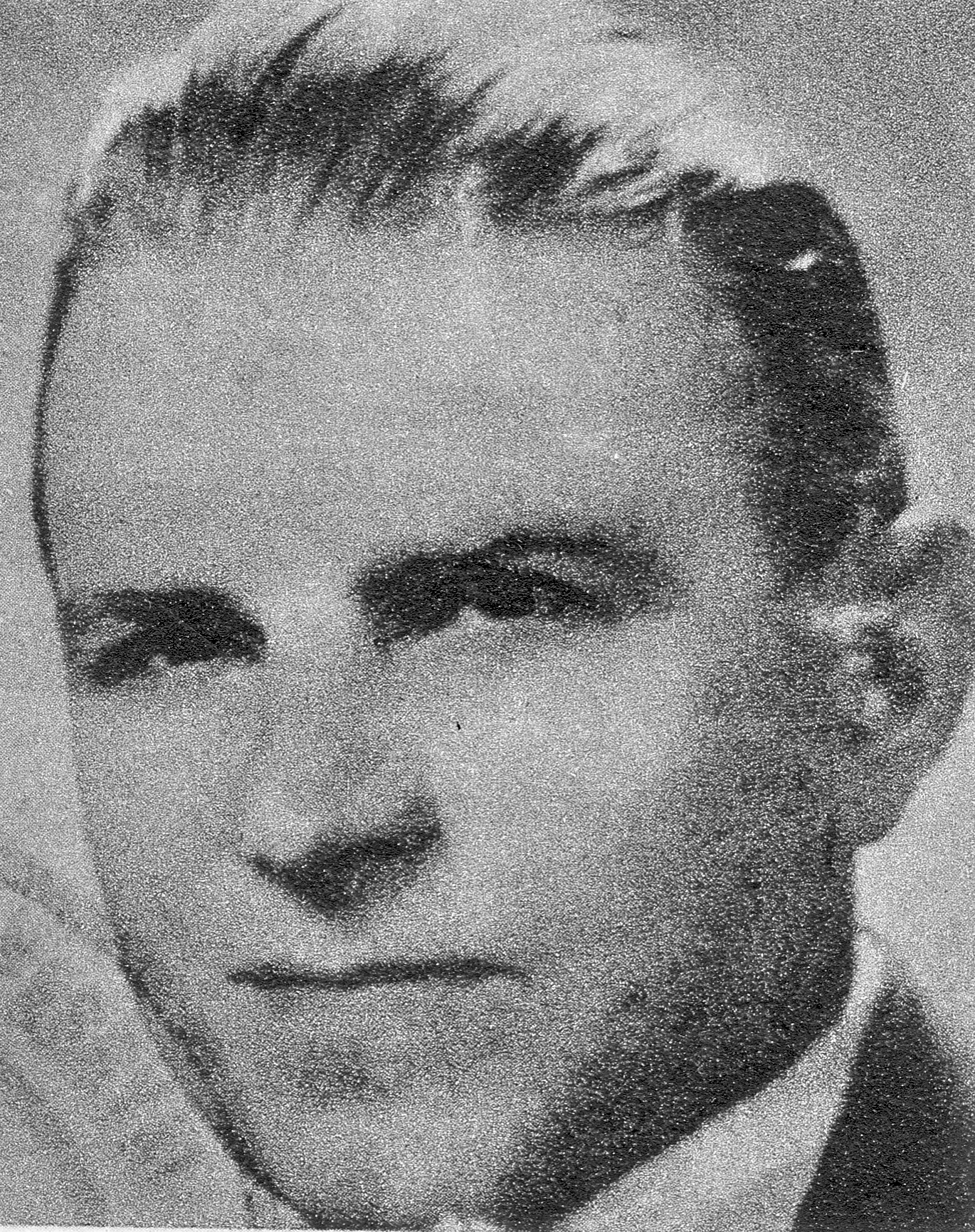
Feliks Zuber – ausgeschieden als Vierter im vierten Vorlauf

| Platz | Name               | Nation           | Zeit   | Anmerkung |
| ----- | ------------------ | ---------------- | ------ | --------- |
| 1     | Phil Edwards       | Kanada           | 49,8 s |           |
| 2     | Georges Krotoff    | Frankreich       | 50,5 s |           |
| 3     | Jaroslav Vykoupil  | Tschechoslowakei | k. A.  |           |
| 4     | Stefan Kostrzewski | Polen            | 52,2 s |           |

### Vorlauf 4
| Platz | Name              | Nation           | Zeit   | Anmerkung |
| ----- | ----------------- | ---------------- | ------ | --------- |
| 1     | John Rinkel       | Großbritannien   | 50,2 s |           |
| 2     | Johann Bartl      | Tschechoslowakei | k. A.  |           |
| 3     | Émile Langenraedt | Belgien          | k. A.  |           |
| 4     | Feliks Zuber      | Polen            | 52,6 s |           |

### Vorlauf 5

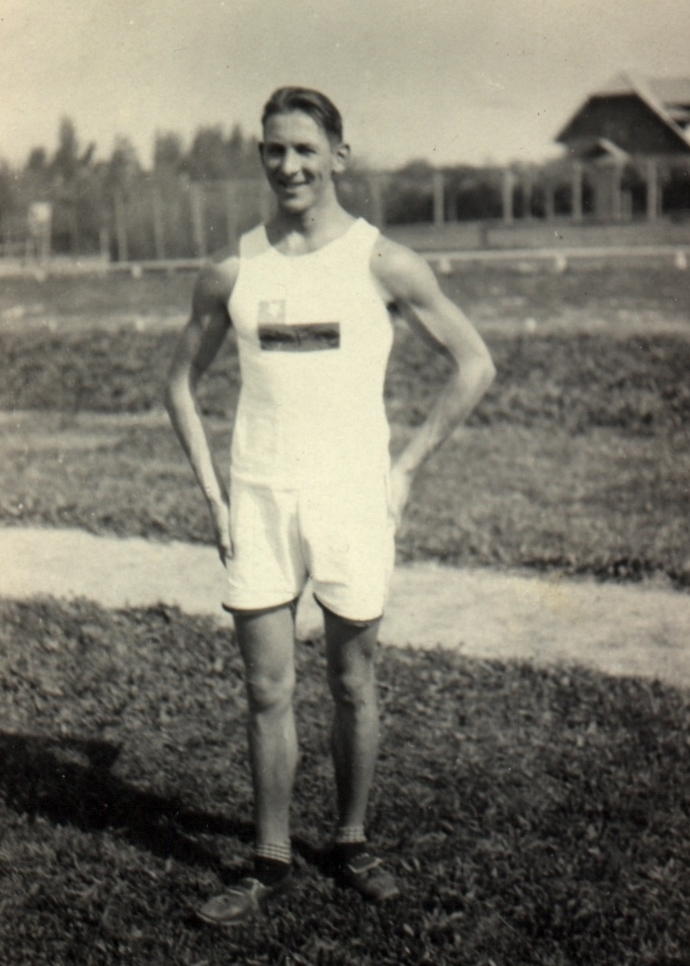
Rodolfo Hannig – ausgeschieden als Fünfter im sechsten Vorlauf

| Platz | Name               | Nation          | Zeit   | Anmerkung |
| ----- | ------------------ | --------------- | ------ | --------- |
| 1     | Joachim Büchner    | Deutsches Reich | 50,2 s |           |
| 2     | Andries Hoogerwerf | Niederlande     | k. A.  |           |

### Vorlauf 6
| Platz | Name           | Nation             | Zeit   | Anmerkung |
| ----- | -------------- | ------------------ | ------ | --------- |
| 1     | Ray Barbuti    | USA                | 49,8 s |           |
| 2     | Sean Lavan     | Irischer Freistaat | k. A.  |           |
| 3     | Louis Lundgren | Dänemark           | k. A.  |           |
| 4     | Jenő Szalay    | Ungarn             | k. A.  |           |
| 5     | Rodolfo Hannig | Chile              | k. A.  |           |

### Vorlauf 7

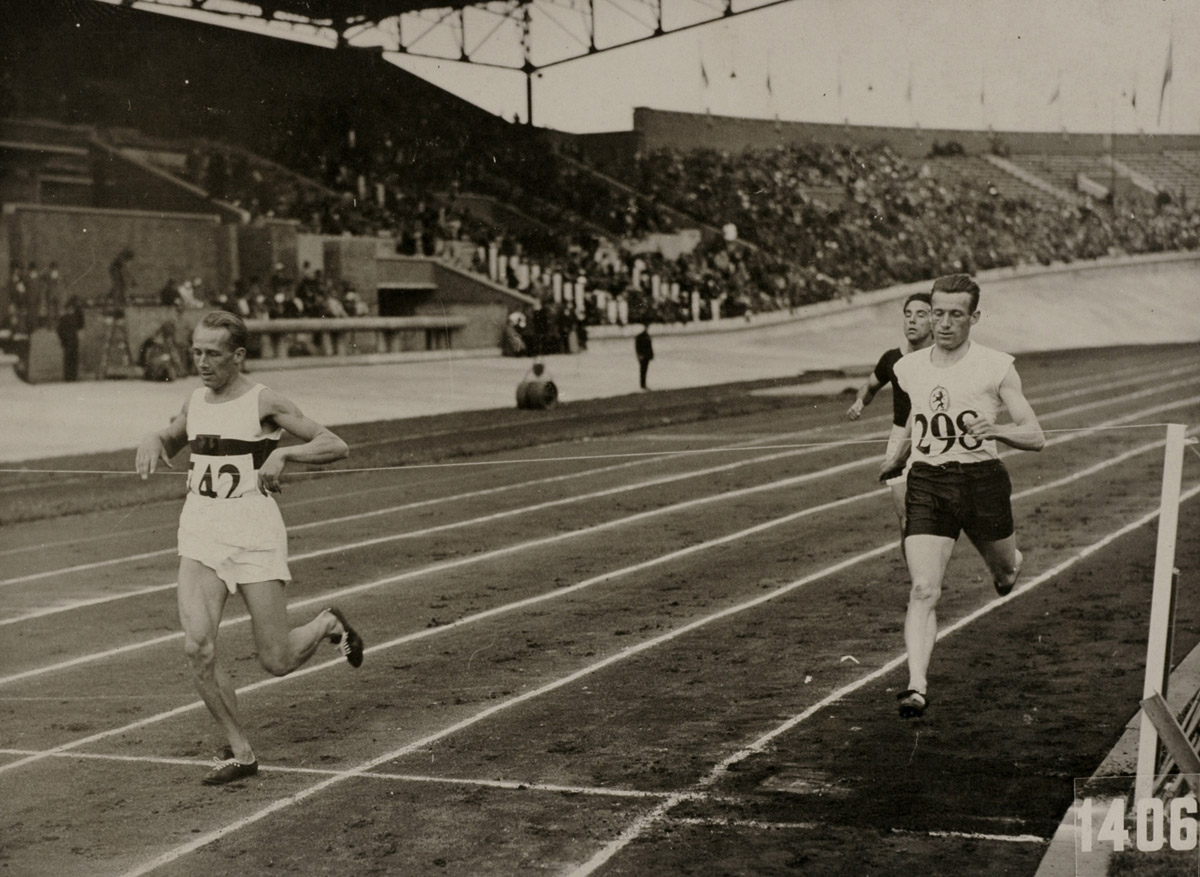
Zieleinlauf siebter Vorlauf: Harry Werner Storz (links) vor Harry Broos (rechts) und Joaquín Miquel (verdeckt)

| Platz | Name               | Nation          | Zeit   | Anmerkung |
| ----- | ------------------ | --------------- | ------ | --------- |
| 1     | Harry Werner Storz | Deutsches Reich | 50,6 s |           |
| 2     | Harry Broos        | Niederlande     | k. A.  |           |
| 3     | Joaquín Miquel     | Spanien         | k. A.  |           |

### Vorlauf 8
| Platz | Name             | Nation         | Zeit   | Anmerkung |
| ----- | ---------------- | -------------- | ------ | --------- |
| 1     | James Ball       | Kanada         | 55,8 s |           |
| 2     | Roger Leigh-Wood | Großbritannien | k. A.  |           |

### Vorlauf 9
| Platz | Name          | Nation          | Zeit       | Anmerkung |
| ----- | ------------- | --------------- | ---------- | --------- |
| 1     | Jesús Moraila | Mexiko          | 1:00,0 min |           |
| 2     | James Hall    | Britisch-Indien | k. A.      |           |

### Vorlauf 10
| Platz | Name               | Nation | Zeit   | Anmerkung |
| ----- | ------------------ | ------ | ------ | --------- |
| 1     | László Barsi       | Ungarn | 55,6 s |           |
| 2     | José Lucílo Iturbe | Mexiko | k. A.  |           |

### Vorlauf 11
| Platz | Name                | Nation | Zeit   | Anmerkung |
| ----- | ------------------- | ------ | ------ | --------- |
| 1     | Joe Tierney         | USA    | 49,8 s |           |
| 2     | Alex Wilson         | Kanada | 49,9 s |           |
| 3     | Klemens Biniakowski | Polen  | 50,8 s |           |

### Vorlauf 12

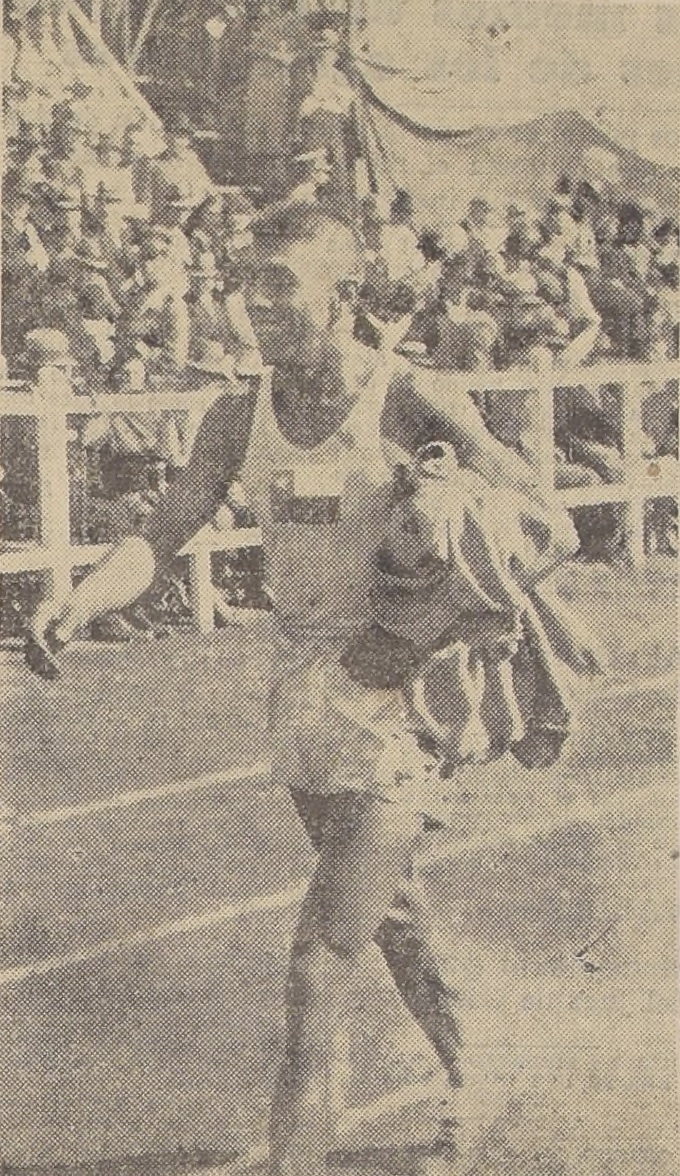
José Vicente Salinas – ausgeschieden als Dritter im zwölften Vorlauf

| Platz | Name                 | Nation         | Zeit   | Anmerkung |
| ----- | -------------------- | -------------- | ------ | --------- |
| 1     | René Féger           | Frankreich     | 51,4 s |           |
| 2     | Billy Green          | Großbritannien | k. A.  |           |
| 3     | José Vicente Salinas | Chile          | k. A.  |           |

### Vorlauf 13
| Platz | Name               | Nation       | Zeit   | Anmerkung |
| ----- | ------------------ | ------------ | ------ | --------- |
| 1     | Hermann Geißler    | Österreich   | 50,2 s |           |
| 2     | Adriaan Paulen     | Niederlande  | k. A.  |           |
| 3     | László Magdics     | Ungarn       | k. A.  |           |
| 4     | Vasilios Stavrinos | Griechenland | k. A.  |           |
| 5     | Fritz Eyschen      | Luxemburg    | k. A.  |           |

### Vorlauf 14
| Platz | Name           | Nation          | Zeit   | Anmerkung |
| ----- | -------------- | --------------- | ------ | --------- |
| 1     | Otto Neumann   | Deutsches Reich | 50,6 s |           |
| 2     | Fred Macbeth   | Kanada          | k. A.  |           |
| 3     | Charles Stuart | Australien      | k. A.  |           |
| 4     | Mór Gero       | Ungarn          | k. A.  |           |

### Vorlauf 15
| Platz | Name             | Nation          | Zeit   | Anmerkung |
| ----- | ---------------- | --------------- | ------ | --------- |
| 1     | Reinhold Schmidt | Deutsches Reich | 50,0 s |           |
| 2     | Joseph Jackson   | Frankreich      | 50,6 s |           |
| 3     | John Hanlon      | Großbritannien  | k. A.  |           |
| 4     | Alfonso García   | Mexiko          | k. A.  |           |

## Viertelfinale
Datum: 2. August 1928
Es sind nicht alle Zeiten überliefert.

### Lauf 1
| Platz | Name             | Nation          | Zeit   | Anmerkung |
| ----- | ---------------- | --------------- | ------ | --------- |
| 1     | Hermon Phillips  | USA             | 49,6 s |           |
| 2     | Georges Krotoff  | Frankreich      | k. A.  |           |
| 3     | Billy Green      | Großbritannien  | k. A.  |           |
| 4     | Reinhold Schmidt | Deutsches Reich | k. A.  |           |
| 5     | James Hall       | Britisch-Indien | k. A.  |           |

### Lauf 2

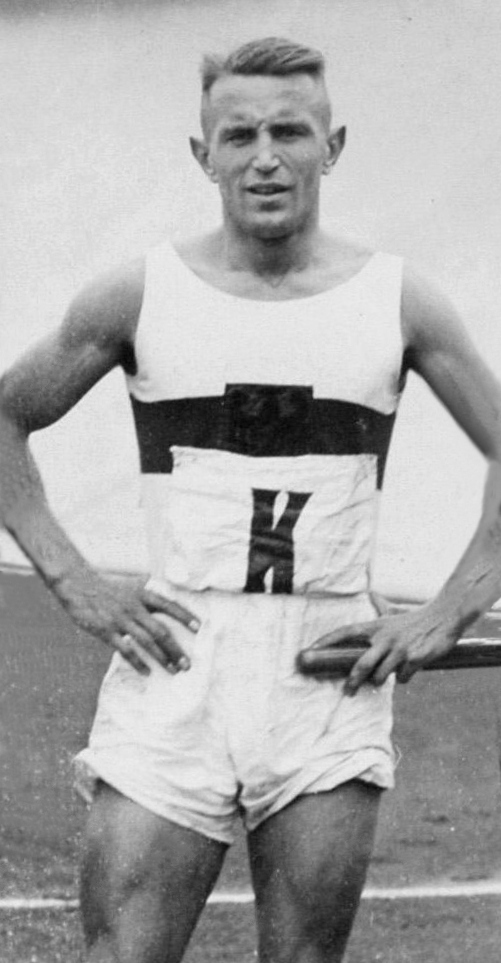
Otto Neumann – ausgeschieden als Dritter im zweiten Viertelfinale

| Platz | Name           | Nation          | Zeit   | Anmerkung |
| ----- | -------------- | --------------- | ------ | --------- |
| 1     | Ray Barbuti    | USA             | 48,8 s |           |
| 2     | Alex Wilson    | Kanada          | k. A.  |           |
| 3     | Otto Neumann   | Deutsches Reich | k. A.  |           |
| 4     | Georges Dupont | Frankreich      | k. A.  |           |
| 5     | Jesús Moraila  | Mexiko          | k. A.  |           |

### Lauf 3
| Platz | Name               | Nation      | Zeit   | Anmerkung |
| ----- | ------------------ | ----------- | ------ | --------- |
| 1     | James Ball         | Kanada      | 49,2 s |           |
| 2     | René Féger         | Frankreich  | k. A.  |           |
| 3     | Euil Snider        | USA         | k. A.  |           |
| 4     | Andries Hoogerwerf | Niederlande | k. A.  |           |
| 5     | Hermann Geißler    | Österreich  | k. A.  |           |

### Lauf 4
| Platz | Name               | Nation          | Zeit   | Anmerkung |
| ----- | ------------------ | --------------- | ------ | --------- |
| 1     | Harry Werner Storz | Deutsches Reich | 49,4 s |           |
| 2     | John Rinkel        | Großbritannien  | k. A.  |           |
| 3     | Joseph Jackson     | Frankreich      | k. A.  |           |
| 4     | François Prinsen   | Belgien         | k. A.  |           |
| 5     | José Lucílo Iturbe | Mexiko          | k. A.  |           |

### Lauf 5

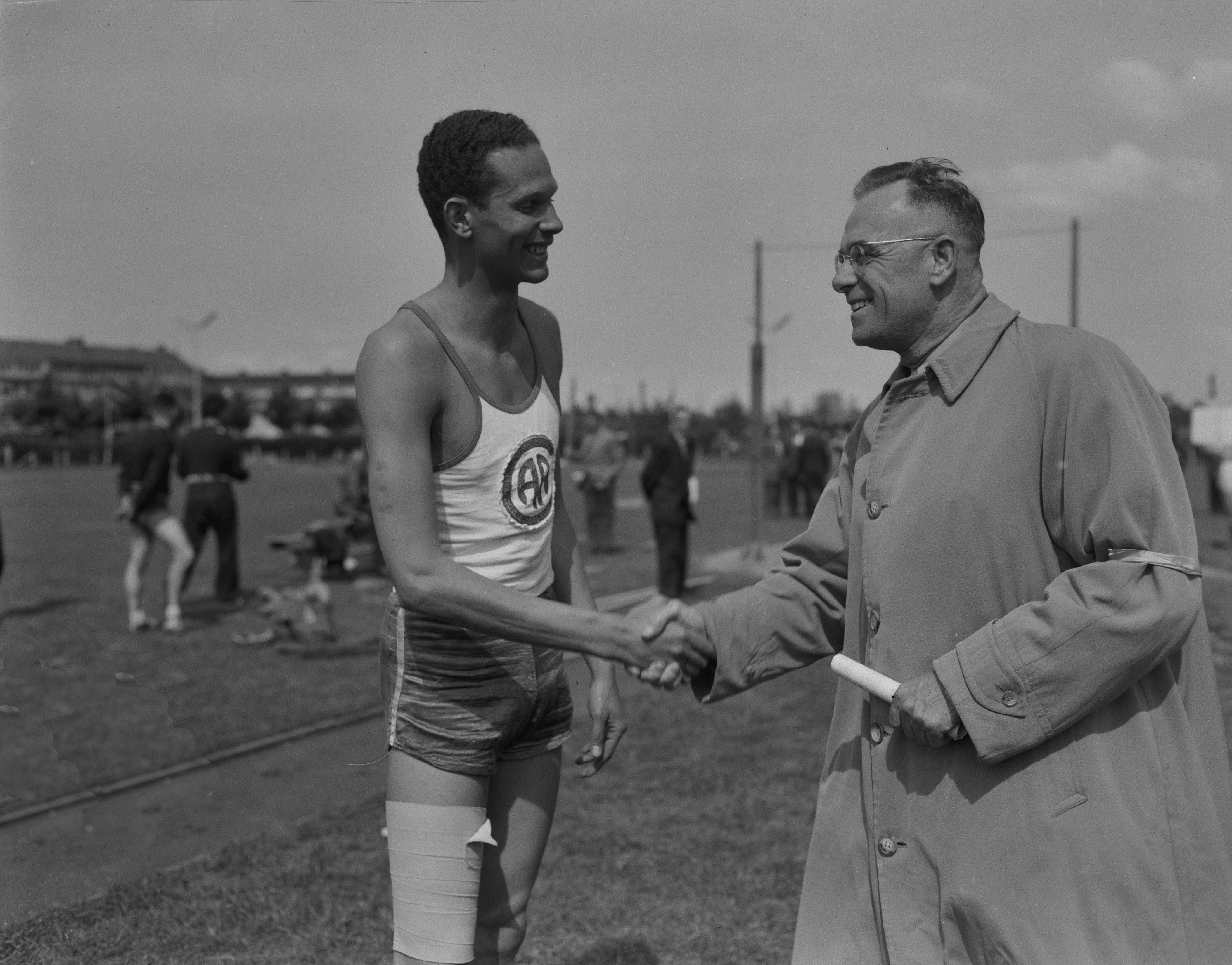
Adriaan Paulen – im Zweiten Weltkrieg Widerstandskämpfer und später Präsident des Europäischen Leichtathletikverbands (hier rechts im Jahr 1956) – ausgeschieden als Vierter im sechsten Viertelfinale

| Platz | Name         | Nation             | Zeit   | Anmerkung |
| ----- | ------------ | ------------------ | ------ | --------- |
| 1     | Phil Edwards | Kanada             | 49,2 s |           |
| 2     | Harry Broos  | Niederlande        | k. A.  |           |
| 3     | Johann Bartl | Tschechoslowakei   | k. A.  |           |
| 4     | Joe Tierney  | USA                | k. A.  |           |
| 5     | Sean Lavan   | Irischer Freistaat | k. A.  |           |

### Lauf 6
| Platz | Name             | Nation          | Zeit   | Anmerkung |
| ----- | ---------------- | --------------- | ------ | --------- |
| 1     | Joachim Büchner  | Deutsches Reich | 48,6 s |           |
| 2     | László Barsi     | Ungarn          | k. A.  |           |
| 3     | Roger Leigh-Wood | Großbritannien  | k. A.  |           |
| 4     | Adriaan Paulen   | Niederlande     | k. A.  |           |
| 5     | Fred Macbeth     | Kanada          | k. A.  |           |

## Halbfinale
Datum: 3. August 1928
Es sind nicht alle Zeiten überliefert.

### Lauf 1

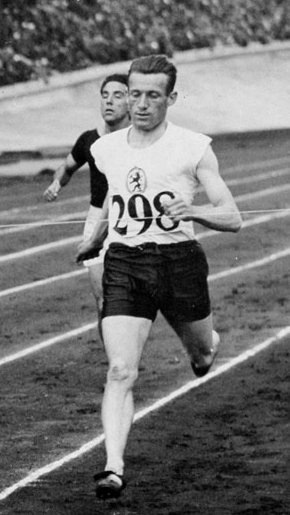
Harry Broos (rechts) – ausgeschieden als Fünfter im ersten Halbfinale
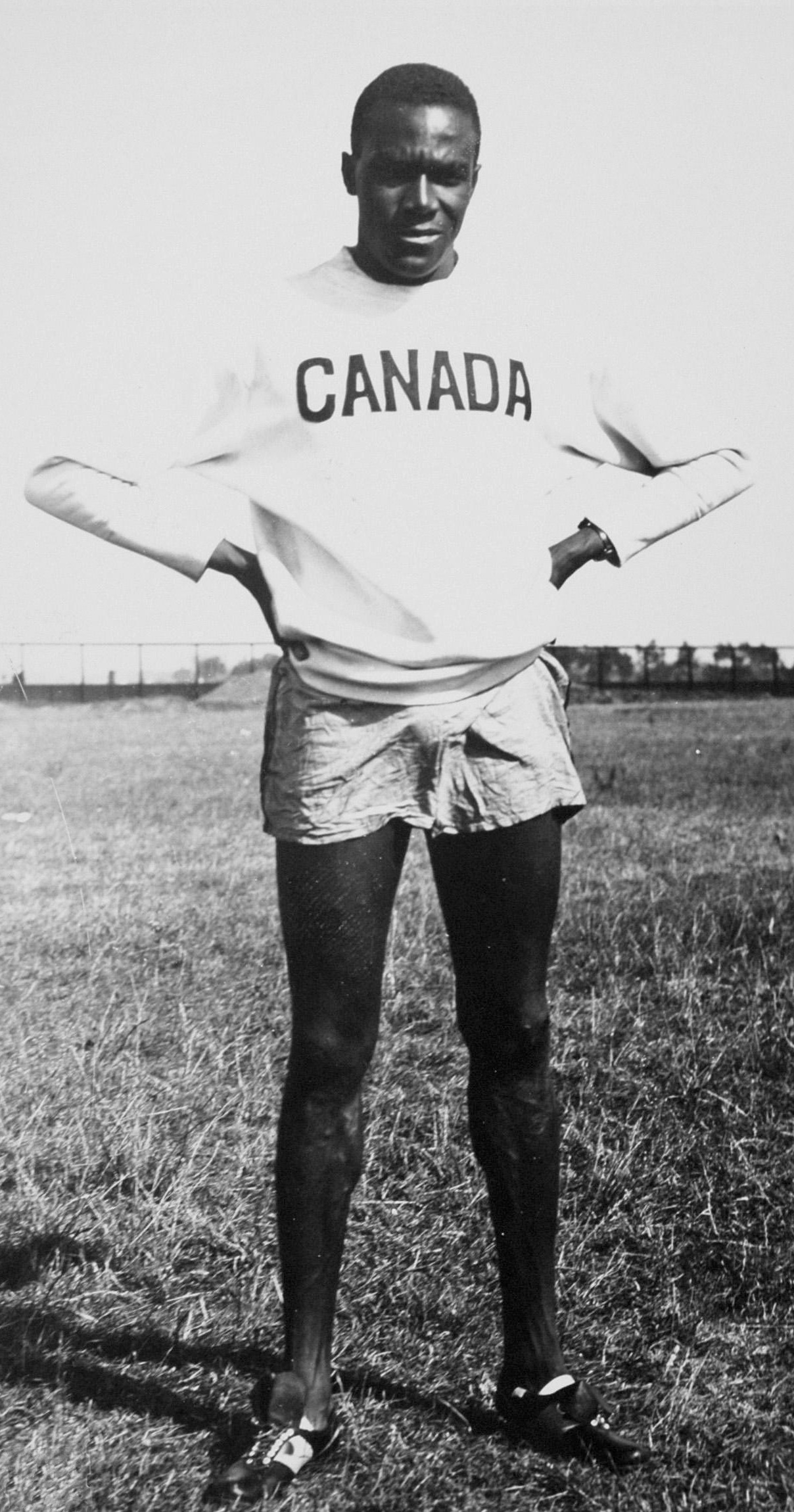
Phil Edwards scheiterte als Sechster im zweiten Halbfinale

| Platz | Name               | Nation          | Zeit   | Anmerkung |
| ----- | ------------------ | --------------- | ------ | --------- |
| 1     | James Ball         | Kanada          | 48,6 s |           |
| 2     | Ray Barbuti        | USA             | 48,8 s |           |
| 3     | Harry Werner Storz | Deutsches Reich | 49,0 s |           |
| 4     | László Barsi       | Ungarn          | 49,2 s |           |
| 5     | Harry Broos        | Niederlande     | 49,9 s |           |
| 6     | Georges Krotoff    | Frankreich      | k. A.  |           |

### Lauf 2
| Platz | Name            | Nation          | Zeit   | Anmerkung |
| ----- | --------------- | --------------- | ------ | --------- |
| 1     | Joachim Büchner | Deutsches Reich | 48,6 s |           |
| 2     | Hermon Phillips | USA             | 49,1 s |           |
| 3     | John Rinkel     | Großbritannien  | 49,1 s |           |
| 4     | Alex Wilson     | Kanada          | 49,2 s |           |
| 5     | René Féger      | Frankreich      | 49,6 s |           |
| 6     | Phil Edwards    | Kanada          | 50,2 s |           |

## Finale
Datum: 3. August 1928
| Platz | Name               | Nation          | Zeit   | Anmerkung |
| ----- | ------------------ | --------------- | ------ | --------- |
| 1     | Ray Barbuti        | USA             | 47,8 s |           |
| 2     | James Ball         | Kanada          | 47,9 s |           |
| 3     | Joachim Büchner    | Deutsches Reich | 48,1 s |           |
| 4     | John Rinkel        | Großbritannien  | 48,4 s |           |
| 5     | Harry Werner Storz | Deutsches Reich | 48,8 s |           |
| 6     | Hermon Phillips    | USA             | 49,0 s |           |

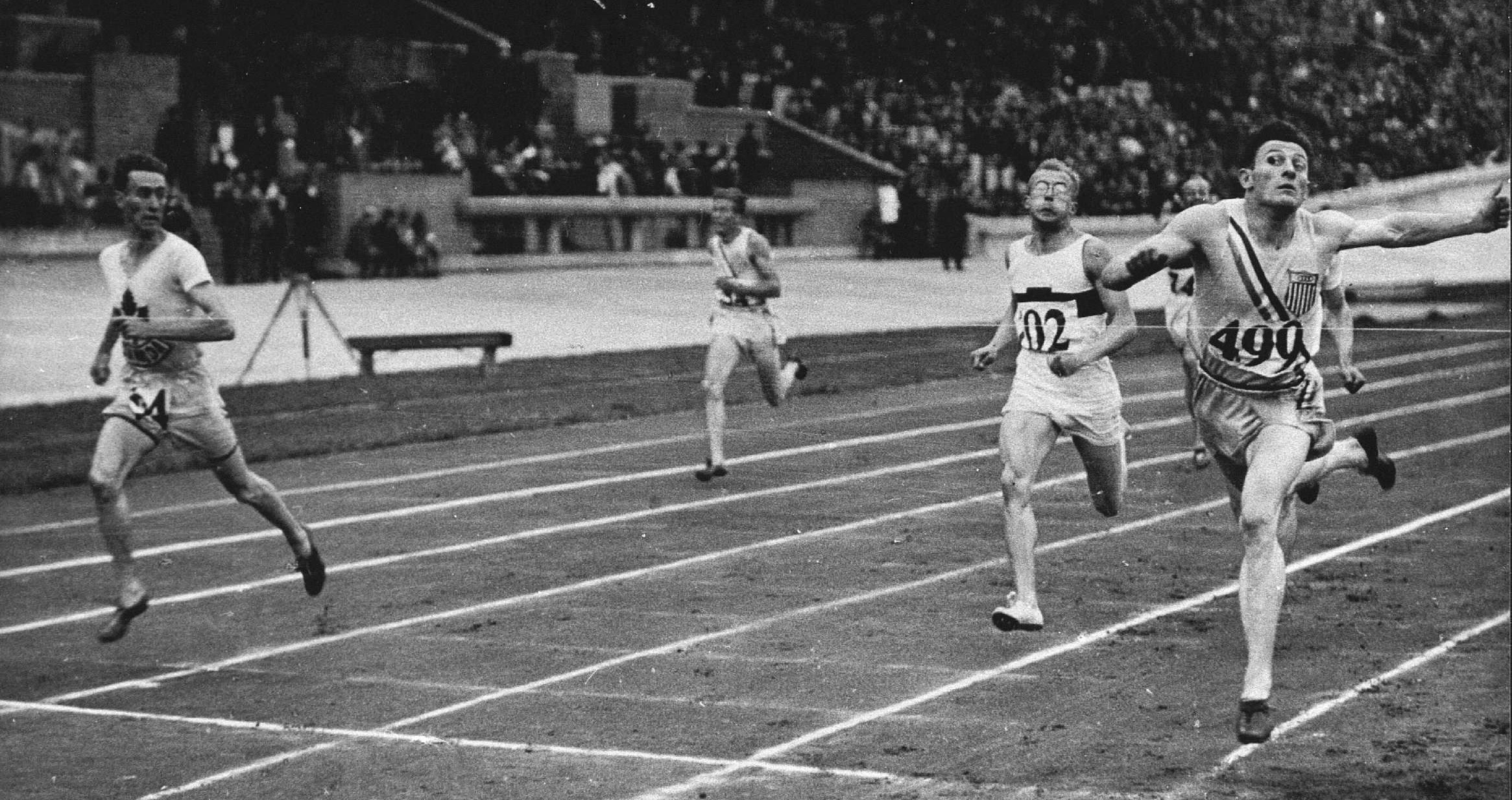
Zieleinlauf: Raymond Barbuti (rechts) vor James Ball (links)
und Joachim Büchner (mit Brille)

Aufgrund eines Irrtums war der Weltrekordler Emerson Spencer über 400 Meter nicht am Start. Er hatte das Finale der US-amerikanischen Olympiaausscheidungen für einen Vorlauf gehalten und war nur auf Platz gelaufen. So kam er nicht unter die ersten Drei und qualifizierte sich nur für die 4-mal-400-Meter-Staffel. Sein Landsmann Ray Barbuti sorgte dafür, dass die Goldmedaille wieder in die USA kam – es sollte die einzige für die US-Amerikaner in den Einzellaufstrecken bei diesen Spielen bleiben. Mit einer Zehntelsekunde vor dem Kanadier James Ball und zwei weiteren Zehnteln vor dem Deutschen Joachim Büchner wurde Barbuti Olympiasieger.
James Ball lief zur ersten kanadischen Medaille in dieser Disziplin.

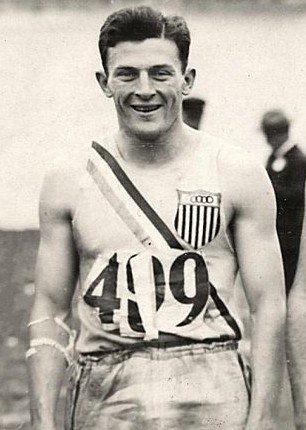
Olympiasieger Ray Barbuti
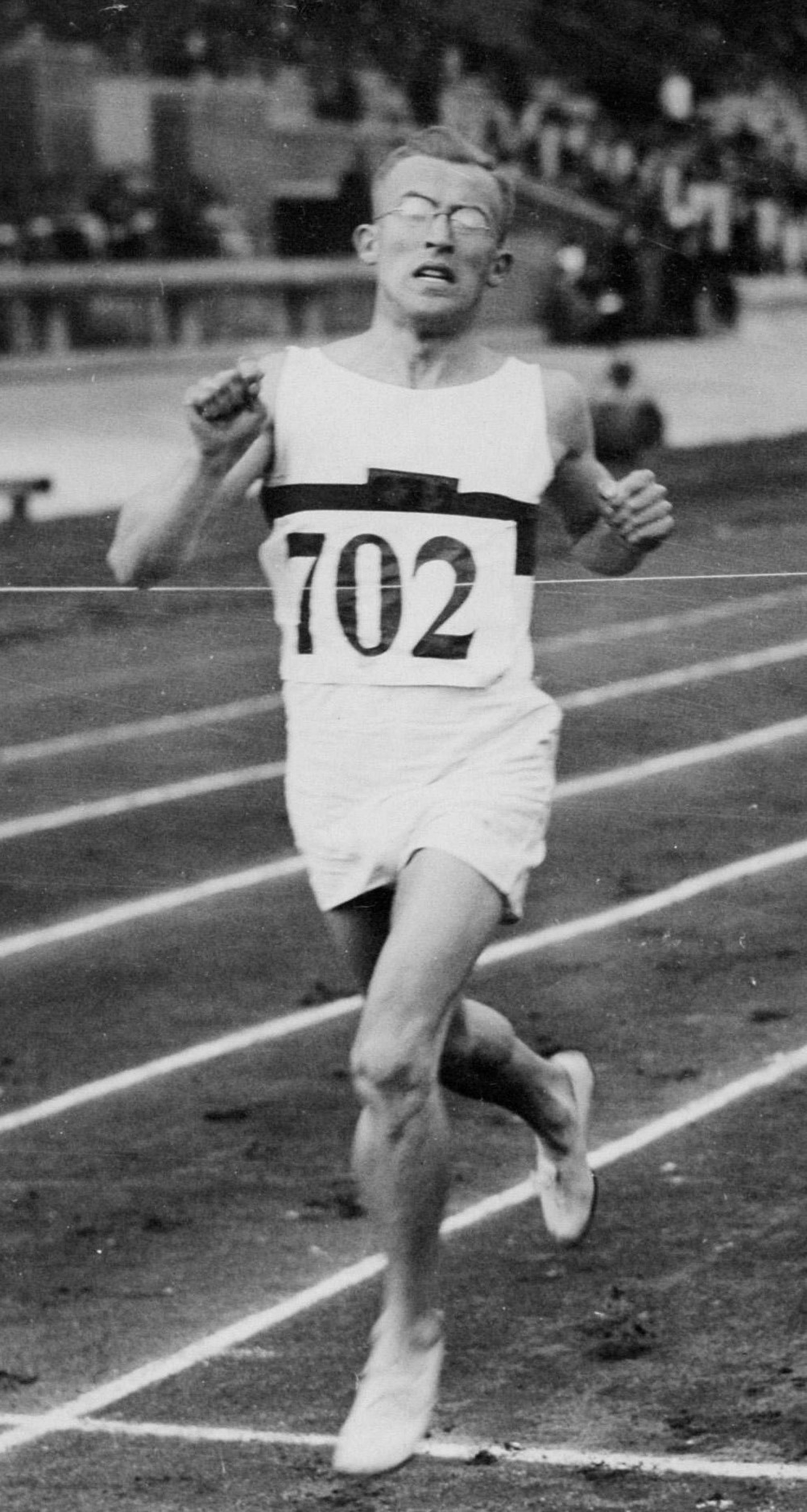
Bronzemedaillengewinner Joachim Büchner
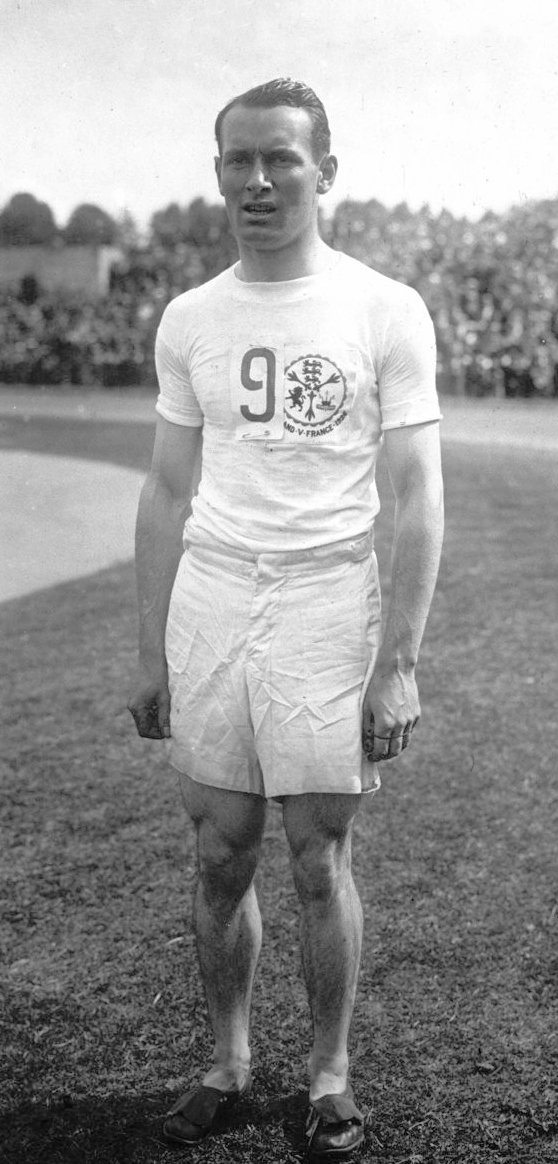
John Rinkel kam auf den vierten Platz
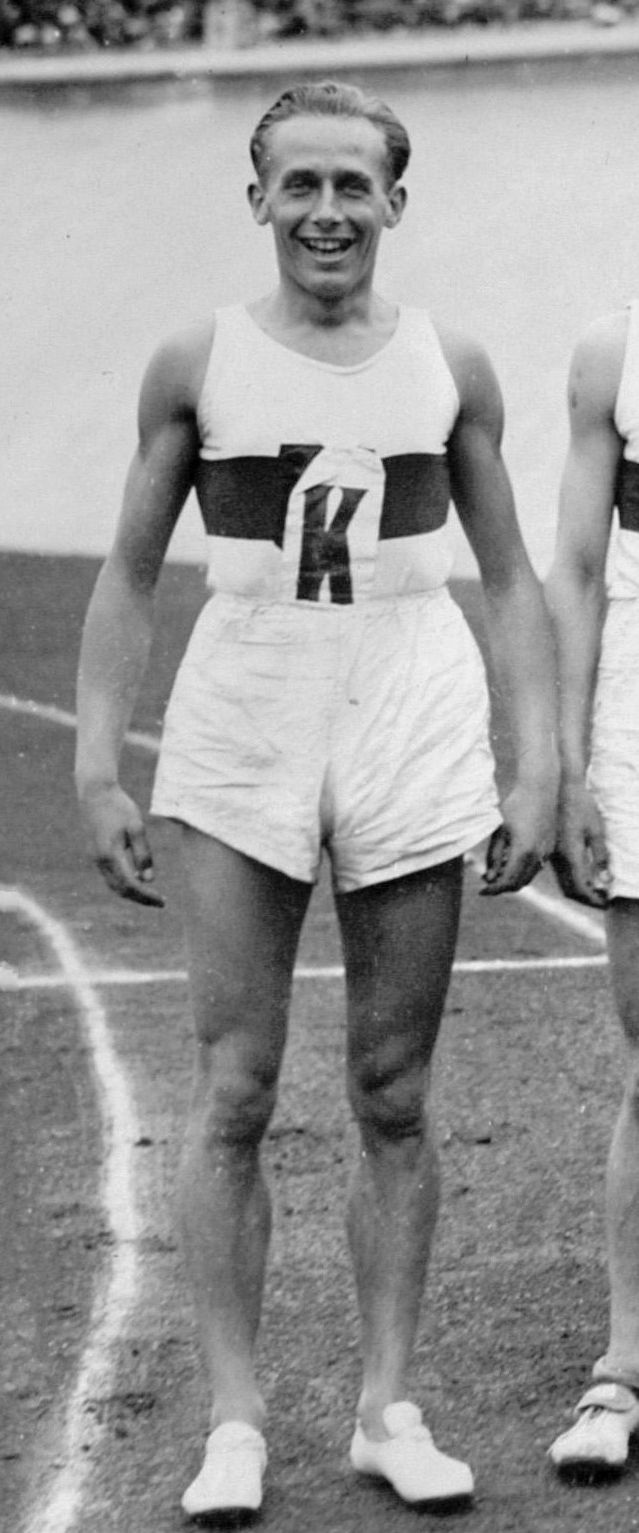
Der fünftplatzierte Harry Werner Storz

## Video
- USA's Ray Barbuti Battles To 400m Gold - Amsterdam 1928 Olympics, youtube.com, abgerufen am 15. Juni 2021